# Польмье-де-Гранмениль, Жак
Жак Польмье-де-Гранмениль (Jacques Le Paulmier de Grentemesnil, по-лат. Jacobus Palmerius, 1587—1670) — французский полиглот и путешественник. В состав его «Poésies» вошли стихотворения, написанные на пяти языках. Написал ещё: «Exercitationes in optimos fere auctores graecos» (Лейден, 1668) и «Graeciae antique descriptio» (Лейден, 1878).